# هولندا في الألعاب الأولمبية الصيفية 2016
نافست هولندا في دورة الألعاب الأولمبية الصيفية 2016 في ريو دي جانيرو، البرازيل، من 05-21 أغسطس 2016. كانت بداية هولندا الرسمية الألعاب الاولمبية الصيفية في عام 1900، وقد تنافس الرياضيين الهولنديين في كل دورة من دورات الألعاب الاولمبية الصيفية في العصر الحديث، باستثناء الألعاب الأولمبية الصيفية 1904 في سانت لويس فقد حضر عدد قليل من المشاركين ودورة الألعاب الأولمبية الصيفية 1956 في ملبورن بسبب الغزو السوفيتي للمجر.